# Frederik Berewout
Frederik Berewout (22 februari 1692 - 13 november 1777) was commissaris van de Buitenlandsvaarders, bewindhebber van de West-Indische Compagnie, kerkmeester van de Westerkerk in 1719, directeur van de Sociëteit van Suriname (1744-1748), reder ter walvisvangst en directeur van de Groenlandsche Visserij, importeur van West-Indische suiker en bankier. Bovendien was hij van 1731 tot 1748 lid van de vroedschap van Amsterdam. Hij woonde op de Keizersgracht en vanuit Amsterdam betrokken bij het plantagegebeuren in Suriname als de eigenaar van de plantages Berestein, Nieuw Levant, Jagtlust en Berbico. Hij was in 1717 gehuwd met Anna Maria DuPeyrou.
Zijn zoon Jan Frederik Berewout (15 april 1722-26 juli 1785) werd eveneens bewindhebber van de WIC en directeur van de Sociëteit van Suriname (1773-1785); daarnaast bekleedde hij ruim 40 jaar de functie van opperboekhouder van de Amsterdamsche Wisselbank.
Berewout trouwde een actrice, Debora Bor, wat in deze kringen heel ongewoon was. Al in 1749 kreeg Deborah Bor een verhouding met Jan Fredrik Berewout die stand zou houden zolang vader Berewout zijn zoon geen toestemming wilde geven voor dit in sociaal opzicht zeer onevenwichtige huwelijk. Toen Deborah en Jan Fredrik eindelijk op 15 april 1764 trouwden in de Engelse kerk in Amsterdam, was zij 40 en hij 42 en hadden ze al zeven kinderen, die allen bij dit huwelijk aanwezig waren en aldus door Berewout geëcht werden.
Hij was een zwavel- en terpentijnstoker in Purmerend en had grote belangen in de buskruitfabricage.  In 1776 deed zich een explosie deed zich voor waarbij twee mensen omkwamen. Het vuur was in de stoof ontstaan. De ontploffing veroorzaakte brand in een turfschuur en sloeg over op het zwavelmagazijn en het korrelhuis. De explosie van 40.000 pond  kruit had een grote krater in de grond geslagen en bomen waren uit de grond gerukt. In een van de rosmolens had het kruit ook vlam gevat waardoor de kruitmaker/molenaar uit de molen was geslagen. Hij kwam echter met de schrik vrij. De 34 aanwezige paarden bleven ongedeerd.
Berewout woonde op de Oude Turfmarkt en de Keizersgracht bij de Leliegracht. Hij trouwde in 1779 M. Huurdeman in Purmerend.